# Alex Van Linden
Alex Van Linden (Wilrijk, 5 mei 1952) is een Belgisch voormalig wielrenner.

## Carrière
Ondanks dat hij geen grote profkoers kon winnen nam hij zesmaal deel aan een grote ronde en reed er vijf van uit. Hij nam in 1972 deel aan de Olympische Spelen aan de ploegenachtervolging op de baan. Hij is de broer van Rik Van Linden en de zoon van Jef Van Linden.

## Overwinningen

### Weg
1969
- Willebroek

1972
- Gooreind

1973
- Gent-Wevelgem (amateurs)
- 2e etappe Eurométropole Tour
- Grote Prijs van ´t Heiken Ereprijs material
- Niel

1974
- GP Stad Antwerpen

1976
- Boechout

1980
- Charleville-Mézières

### Baan
| Jaar     | BK                   | EK       | WK       | Overige                                     |
| Amateurs | Amateurs             | Amateurs | Amateurs | Amateurs                                    |
| -------- | -------------------- | -------- | -------- | ------------------------------------------- |
| 1972     | Ploegenachtervolging |          |          | Olympische Spelen: 12e ploegenachtervolging |
| 1973     | Ploegenachtervolging |          |          |                                             |

## Resultaten in de voornaamste wedstrijden
| Jaar | Ronde van Italië | Ronde van Frankrijk | Ronde van Spanje |
| ---- | ---------------- | ------------------- | ---------------- |
| 1974 |                  |                     |                  |
| 1975 | 69e              |                     |                  |
| 1976 | 74e              |                     |                  |
| 1977 | 112e             | opgave              |                  |
| 1978 |                  |                     |                  |
| 1979 | 92e              | 88e                 |                  |
| 1980 |                  |                     |                  |
| 1981 |                  |                     |                  |

| Jaar | Gent-Wevelgem | Ronde van Vlaanderen | Kuurne-Brussel-Kuurne |
| ---- | ------------- | -------------------- | --------------------- |
| 1974 | 58e           |                      |                       |
| 1975 |               |                      | 24e                   |
| 1976 |               | 25e                  |                       |
| 1977 |               |                      |                       |
| 1978 |               |                      |                       |
| 1979 |               |                      |                       |
| 1980 |               |                      |                       |
| 1981 | 64e           |                      |                       |

## Ploegen
- 1974 –  IJsboerke-Colner
- 1975 –  Bianchi-Campagnolo
- 1976 –  Bianchi-Campagnolo
- 1977 –  Bianchi-Campagnolo
- 1978 –  Bianchi-Faema
- 1979 –  Bianchi-Faema
- 1980 –  DAF Trucks-Lejeune
- 1981 –  Masta-Immo Peeters-BBS

Wielerploegen van Alex Van Linden
Abelshausen ·
Aerts ·
Barras ·
Borguet ·
Bourguignon ·
Delcroix ·
Gilmore ·
Govaerts ·
Gysemans ·
Hermie ·
Hooyberghs ·
In 't Ven ·
Jacobs ·
van Katwijk ·
Laurens ·
Loysch ·
Naegels ·
Peeters ·
Planckaert ·
Renier ·
Reyniers ·
Steegmans ·
Stevens ·
Swerts ·
Van De Vijver ·
Van Der Linden ·
A. Van Linden ·
R. Van Linden ·
Verhaegen ·
Verreydt
Colyn (vanaf 01/08) ·
De Haes · 
De Vlaeminck (vanaf 01/10) ·
Devos ·
van Gerwen ·
Heirweg · 
Langerijs ·
Maas ·
Martens ·
Nulens ·
Pevenage ·
Schepers ·
Stamsnijder ·
Tackaert ·
A. Van Linden · 
R. Van Linden ·
Verbrugge